# Han Ji-hyun
Han Ji-hyun (한지현?, Han JihyeonLR, Han ChihyŏnMR; Seul, 21 marzo 1996) è un'attrice sudcoreana.
Dopo alcuni anni come modella, ha debuttato come attrice nella webserie Soul Driver (2017) ed è diventata famosa con il ruolo di Joo Seok-kyung nella serie Penthouse: War in Life (2020-2021), ottenendo quindi parti da protagonista in fiction quali Cheer Up (2022) e Nessun guadagno niente amore (2024).

## Biografia
Han Ji-hyun è nata il 21 marzo 1996 a Seul; ha un fratello gemello, Han Seung-soo, di professione modello, e frequenta la facoltà di recitazione alla Korea National University of Arts.
Ha iniziato a lavorare come modella mentre frequentava la scuola media, passando alla recitazione durante le superiori. Nel 2017 ha firmato un contratto con la SBD Entertainment e ha quindi esordito nella webserie Soul Driver. La sua prima serie televisiva è stata Baram-i bunda nel 2019, in un ruolo secondario. Nell'ottobre 2020 è apparsa nella fiction corale Penthouse: War in Life, in cui ha recitato nei panni di Joo Seok-kyung, la figlia di alcuni dei protagonisti; per la sua interpretazione ha ricevuto un SBS Drama Award alla miglior attrice emergente. L'anno seguente ha fatto il suo debutto sul grande schermo nel film indipendente Modeun geol geor-eoss-eo.
Nell'ottobre 2022, Han ha recitato nella serie televisiva Cheer Up, interpretando il ruolo principale di Do Hae-yi. È stata quindi annunciata come protagonista della serie medica Face Me.
Nell'agosto 2024, ha interpretato Nam Ja-yeon, una scrittrice di romanzi ipertestuali, nella fiction Nessun guadagno niente amore. Da essa è stata estratta la miniserie spin-off Amore piccante, con Han come protagonista femminile.

## Filmografia

### Cinema
- Modeun geol geor-eoss-eo (모든 걸 걸었어?), regia di Ock Jin-gon (2021)
- The Clone - Chiave per l'immortalità (서복?), regia di Lee Yong-ju (2021)
- Tre rivelazioni (계시록?), regia di Yeon Sang-ho (2025)

### Televisione
- Soul Driver (소울 드라이버?) – webserie (2017)
- Oneur-ui taromance (오늘의 타로맨스?) – webserie (2018)
- Ah, jib-e gago sipda (아, 집에 가고 싶다?) – webserie (2018)
- Baram-i bunda (바람이 분다?) – serie TV (2019)
- Penthouse: War in Life (펜트하우스?) – serie TV (2020-2021)
- Cheer Up (치얼업?) – serie TV (2022)
- Nessun guadagno niente amore (손해 보기 싫어서?) – serie TV (2024)
- Amore piccante (사장님의 식단표?) – miniserie TV (2024)
- Face Me (페이스 미?) – serie TV (2024)

## Riconoscimenti
- Blue Dragon Series Award
  - 2023 – Candidatura Miglior attrice emergente per Cheer Up[17]
- Brand Customer Loyalty Award
  - 2021 – Miglior emergente donna[18]
- Brand of the Year Award
  - 2021 – Miglior attrice emergente[19]
- SBS Drama Award
  - 2021 – Miglior attrice emergente per Penthouse: War in Life[11]
  - 2022 – Miglior team di supporto per Cheer Up[20]
  - 2022 – Candidatura Miglior coppia con Bae In-hyuk per Cheer Up[21]
  - 2022 – Candidatura Premio all'alta eccellenza, attrice in un miniserie commedia romantica per Cheer Up[22]